# ميلتياديس تينتوغلو
ميلتياديس تينتوغلو (مواليد 18 مارس 1998) هو لاعب قفز طويل يوناني،حصل على الميدالية الذهبية في أولمبياد 2020.